# Synapseudes menziesi
Synapseudes menziesi är en kräftdjursart som beskrevs av Mihai Bacescu 1976. Synapseudes menziesi ingår i släktet Synapseudes och familjen Metapseudidae. Inga underarter finns listade i Catalogue of Life.